# بوليتشي
بوليتشي (بالإنجليزية: Boliche)‏ يُسمى أيضًا (بوليتشي ميشادو) هو طبق لحم بقري مشوي من المطبخ الكوبي. يتكون من شريحة لحم بقر مستديرة محشوة بلحم الخنزير المقدد. يُحمر اللحم المشوي في زيت الزيتون المغلي مع الماء والبصل حتى ينضج، ثم تُضاف البطاطا المقطعة إلى أرباع. قد تشمل المكونات الإضافية الفلفل الأخضر والتوابل المتنوعة مثل الكزبرة، والزعتر وورق الغار، والملح والفلفل.
عادةً ما يُقدّم البوليتشي مع الأرز الأبيض والفاصولياء السوداء والموز الحلو المقلي. كما يمكن استخدام قطع أخرى من اللحم البقري لإعداد هذا الطبق، مثل لحم الخاصرة البقري.